# ウナイ・ブスティンサ
ウナイ・ブスティンサ・マルティネス（Unai Bustinza Martínez ,  1992年2月2日 - ）は、スペイン・バスク州ビスカヤ県ビルバオ出身のプロサッカー選手。セグンダ・ディビシオンのSDアモレビエタに所属している。ポジションはDF。

## 来歴
2002年に地元のアスレティック・ビルバオのカンテラに入団。2010年に傘下のCDバスコニアに昇格。翌2011年にはセグンダ・ディビシオンBのビルバオ・アスレティックに昇格。2012-13シーズンは5ゴールを決めた。
2014年7月、念願のトップチームに昇格。8月25日のUDアルメリア戦でラ・リーガデビュー。2015年5月30日のFCバルセロナとのコパ・デル・レイ決勝戦に先発フル出場したものの、1-3で敗れた。
2015年7月22日、セグンダ・ディビシオン所属のCDレガネスへのローン移籍が決定。2015-16シーズンを 2位で終え、チーム史上はつのラ・リーガ昇格に貢献。シーズン終了後にレガネスへの完全移籍が決定。2018年2月21日のレアル・マドリード戦では、リーガ初ゴールを決めた。
2019年1月23日、レガネスと2021年までの延長契約に合意した。
2022年7月2日、マラガCFに3年契約で移籍した。
2024年1月18日、SDアモレビエタに加入した。